# Erlauftal Straße
De Erlauftal Straße B25 is een Bundesstraße in de Oostenrijkse deelstaten Neder-Oostenrijk en Stiermarken.
De weg verbindt Persenbeug-Gottsdorf via Ybbs an der Donau en Güstling an der Ybbs, met Landl, de weg is 85,2 km lang.

## Routebeschrijving
De B25 begint in Persenbeug-Gottsdorf op een kruising met de B3 en loopt in zuidelijke richting door Ybbs an der Donau waar ze de B1 kruist. De weg kruist bij afrit Ybbs de A1 en loopt in zuidoostelijke richting door Wieselburg, Purgstall an der Erlauf komt de weg op de rondweg van Saffen waar ze op een kruising de aansluiting kent van de B22. Op de rondweg van Scheibbs (gemeente) sluit bij afrit Scheibbs de B28 aan. De B25 loopt nog door Gaming waar de B71 aansluit, Lunz am See en door Göstling an der Ybbs waar de B31 aansluit en bereikt de deelstaatgrens met Stiermarken.

### Stiermarken
De weg loopt verder door Erzhalden B24
en Gams bei Hieflau, waarna ze in Landl-Lainbach eindigt op een kruising met de B115.

## Geschiedenis
De Scheibser ( schrijfwijze in 1826) Straße werd in 1826 vrijgegeven voor het verkeer. Op 1 november 1826 werd bij Wieselburg, Affa, Gamling en Götzwang een tolstation geopend.
De liep vanaf de deelstaasgrens via Gößling,(Schrijfwijze van 1866) Lunz, Gaming, Scheibbs, Wieselburg naar Colm. En verder van net ten zuiden van Erlauf naar Pöchlarn en behoort daarmee tot de 17 wegen die in 1866 aan de lijst met Neder-Oostenrijkse Landesstraßen toegevoegd werden. In 1870 werd de tolheffing op de Neder-Oostenrijkse Landesstraßen afgeschaft.
In Stiermarken werd het gedeelte tussen Lainbach en de deelstaatsgrens bij Mendling in 1926 tot Konkurrenzstraße veerheven. In de Oostenrijkse rechtspraak betekent dit dat een project door meerdere partijen gefinancierd kan worden. In dit geval zou de deelstaat Stiermarken 70% van de Bouwkosten op zich nemen.
Sinds 1. April 1938 was deze weg een Landesstraße.
De Erlauftal Straße tussen Wieselburg en Lainbach behoort sinds 1 januari 1949 tot de lijst met Bundesstraßen in Oostenrijk.
De Persenbeug-Wieselburger Straße behoort tot de Neder-Oostenrijkse die de Oostenrijkse wegen wet van 2 juni 1954 naar Bundesstraßen hernoemd werden. In de staatsbegroting van 1954 werd 15.000.000 Schilling voor het opknappen en verbeteren van deze wegan..
In 2016 begon men met de aanleg van de rondweg van Wieselburg. De aanleg van het 8,4 Kilometer lange weg la drie jaar duren. De rondweg zal Wieselburg afhelpen van de 16.000 voertuigen die nu door de stad heen rijden.
B1 · 
B2 · 
B3 · 
B4 · 
B5 · 
B6 · 
B7 · 
B8 · 
B9 · 
B10 · 
B11 · 
B12 · 
B13 · 
B14 · 
B15 · 
B16 · 
B17 · 
B18 · 
B19 · 
B20 ·  
B21 · 
B22 · 
B23 · 
B24 · 
B25 · 
B26 · 
B27 · 
B28 · 
B29 · 
B30 · 
B31 · 
B32 · 
B33 · 
B34 · 
B35 · 
B36 · 
B37 · 
B38 · 
B39 · 
B40 · 
B41 · 
B42 · 
B43 · 
B44 · 
B45 · 
B46 · 
B47 · 
B48 · 
B49 · 
B50 · 
B51 · 
B52 · 
B53 · 
B54 · 
B55 · 
B56 · 
B57 · 
B58 · 
B59 · 
B60 · 
B61 · 
B62 · 
B63 · 
B64 · 
B65 · 
B66 · 
B67 · 
B68 · 
B69 · 
B70 · 
B71 · 
B72 · 
B73 · 
B74 · 
B75 · 
B76 · 
B77 · 
B78 · 
B79 · 
B80 · 
B81 · 
B82 · 
B83 · 
B84 · 
B85 · 
B86 · 
B87 · 
B88 · 
B89 · 
B90 · 
B91 · 
B92 · 
B93 · 
B94 · 
B95 · 
B96 · 
B97 · 
B98 · 
B99 · 
B100 · 
B105 · 
B106 · 
B107 · 
B108 · 
B109 · 
B110 · 
B111 · 
B113 · 
B114 · 
B115 · 
B116 · 
B117 · 
B119 · 
B120 · 
B121 · 
B122 · 
B123 · 
B124 · 
B125 · 
B126 · 
B127 · 
B129 · 
B130 · 
B131 · 
B132 · 
B133 · 
B134 · 
B135 · 
B136 · 
B137 · 
B138 · 
B139 · 
B140 · 
B141 · 
B142 · 
B143 · 
B144 · 
B145 · 
B146 · 
B147 · 
B148 · 
B149 · 
B150 · 
B151 · 
B152 · 
B153 · 
B154 · 
B155 · 
B156 · 
B158 · 
B159 · 
B160 · 
B161 · 
B162 · 
B163 · 
B164 · 
B165 · 
B166 · 
B167 · 
B168 · 
B169 · 
B170 · 
B171 · 
B172 · 
B173 · 
B174 · 
B175 · 
B176 · 
B177 · 
B178 · 
B179 · 
B180 · 
B181 · 
B182 · 
B183 · 
B184 · 
B185 · 
B186 · 
B187 · 
B188 · 
B189 · 
B190 · 
B191 · 
B192 · 
B193 · 
B197 · 
B198 · 
B199 · 
B200 · 
B201 · 
B202 · 
B203 · 
B204 · 
B205 · 
B209 · 
B210 · 
B211 · 
B212 · 
B213 · 
B214 · 
B215 · 
B216 · 
B217 · 
B218 · 
B219 · 
B220 · 
B221 · 
B222 · 
B223 · 
B224 · 
B225 · 
B226 · 
B227 · 
B228 · 
B229 · 
B230 · 
B303 · 
B305 · 
B309 · 
B310 · 
B311 · 
B316 · 
B317 · 
B319 · 
B320